# 다테정
다테정(伊達町)은 일본 후쿠시마현 다테군에 있던 정이다.  2006년 1월 1일에 다테정 및 야나가와정, 호바라정, 료젠정, 쓰키다테정 등 5개 정이 합병하여 다테시가 신설되고 폐지되었다.
시청은 본 청사가 구 야나가와정, 구 호바라정, 구 료젠정, 구 쓰키다테 정사무소는 각각 종합지소가 되었다.

## 지리
다테 정은 면적 9.22km로 비교적 소규모 마을이지만 인구가 1만 명이나 되어 후쿠시마 현 내에서 면적이 최소, 인구 밀도가 가장 높다.후쿠시마 시 북동쪽에 위치한다.아부쿠마 강에서 동서로 양분되어 있으며, 거의 중앙부에 걸리는 다테바시(국도 399호) 부근에 정사무소가 있다.

## 역사
- 1889년 4월 1일 - 정촌제 시행에 수반해 후시구로촌, 나가오카촌이 성립하였다.
- 1940년 4월 1일 - 나가오카촌이 정으로 승격해 다테정 (제1차)으로 개칭하였다.
- 1956년 9월 30일 후쿠시로정을 편입하였다.
  - 나가오카 촌에 있던 도호쿠 본선 나가오카역이 니가타현의 나가오카 역과의 혼동을 피하기 위해 군명이었던 다테를 개칭하고, 정으로 승격해 역명에서 이름을 따서 다테정으로 바꾸었다.
- 1957년 1월 1일 - 후쿠시로촌이 정으로 승격해 다테정 (제2차)으로 개칭하였다.
- 2006년 1월 1일 - 야나가와정, 호바라정, 료젠정, 쓰키다테정과 합병해 다테시가 되었다.

## 교통

### 철도
- 동일본 여객철도 도호쿠 본선

### 도로
- 국도 399호선